# Cristian Gamboa
Cristian Gamboa Luna (Liberia, 24 ottobre 1989) è un calciatore costaricano, difensore del Bochum.

## Caratteristiche tecniche
Gamboa è un terzino destro che all'occorrenza può ricoprire anche altre posizioni in campo. È agile e bravo tecnicamente.

## Carriera

### Club

#### Liberia Mía
Gamboa ha iniziato la carriera in patria, indossando la maglia del Liberia Mía. È rimasto in squadra per un biennio, durante il quale il Liberia Mía si è aggiudicato la vittoria del Clausura 2009.

#### Fredrikstad
Il 10 luglio 2010 è stato acquistato in prestito dai norvegesi del Fredrikstad, formazione militante nella 1. divisjon: la squadra si è assicurata anche un'opzione per un ingaggio a titolo definitivo. Ha esordito con il nuovo club l'8 agosto dello stesso anno, nella sconfitta per 3-2 in casa dello Strømmen: è stato proprio lui a segnare la seconda rete per il Fredrikstad. Il Fredrikstad ha chiuso la stagione al terzo posto e si è guadagnato la promozione in Eliteserien attraverso le qualificazioni alla stessa: il costaricano ha totalizzato 14 presenze e una rete nel corso di quell'annata. Il 28 novembre 2010, la formazione norvegese ha comunicato d'aver esercitato il diritto di riscatto di Gamboa, che ha firmato un contratto quadriennale.
Il 21 marzo 2012 ha potuto debuttare nella massima divisione norvegese: è stato infatti schierato titolare nella vittoria per 1-2 sul campo dell'Aalesund. Complessivamente, Gamboa è rimasto al Fredrikstad per un anno, offrendo sempre delle prestazioni positive.

#### Copenaghen
Il 1º agosto 2011 è stato ingaggiato ufficialmente dai danesi del Copenaghen. Con questa maglia, non ha giocato alcun incontro nella Superligaen, accomodandosi in panchina per 10 volte nel corso del campionato 2011-2012. Il 15 dicembre 2011 ha disputato però il primo incontro nelle competizioni europee per club, quando è stato schierato in campo nella sconfitta casalinga per 0-1 contro lo Standard Liegi, in una sfida valida per l'Europa League 2011-2012. Ha cominciato anche la stagione successiva al Copenaghen, senza giocare alcun incontro.

#### Rosenborg
Il 23 agosto 2012 si è trasferito ufficialmente al Rosenborg con la formula del prestito, scegliendo la maglia numero 2. Ha debuttato in squadra in data il 3 settembre, schierato titolare nella vittoria per 0-2 sul campo dello Stabæk. Il 3 novembre successivo, il Rosenborg ne ha acquistato le prestazioni a titolo definitivo e il calciatore si è legato al club con un contratto quinquennale.

#### West Bromwich
Il 30 luglio 2014, il West Bromwich ha annunciato sul proprio sito d'aver raggiunto un accordo con il Rosenborg per l'ingaggio del giocatore, in cambio di una cifra non resa nota. Il giocatore ha superato anche le visite mediche ed ha trovato un accordo per i termini personali del contratto. Ciò nonostante, Gamboa non aveva giocato abbastanza partite con la Costa Rica negli ultimi due anni, non potendo così ricevere il permesso di lavoro necessario per giocare in Inghilterra: il West Bromwich ha presentato così un ricorso alla FA.
Il 5 agosto, il trasferimento è stato ratificato, con l'assenso della federazione. Ha esordito in Premier League in data 30 agosto, subentrando a Jason Davidson nella sconfitta per 3-0 maturata sul campo dello Swansea City. Gamboa è rimasto in squadra per un biennio, totalizzando 17 presenze tra campionato e coppe.

#### Celtic
Il 30 agosto 2016, Gamboa è stato ufficialmente ingaggiato dal Celtic, a cui si è legato con un accordo triennale.

### Nazionale
Gamboa ha partecipato al Mondiale Under-20 2009 con la Costa Rica: ha debuttato nella competizione alla prima gara, giocando da titolare nella sconfitta per 5-0 contro il Brasile. La sua selezione si è classificata al quarto posto, dopo aver perso la finale per il terzo contro l'Ungheria (Gamboa è stato nuovamente titolare).
Ha esordito con la nazionale maggiore il 26 gennaio 2010, in un'amichevole contro l'Argentina: la Selección si è imposta per 3-2 , con Gamboa che ha giocato l'intero incontro. Il 30 maggio 2014, Gamboa è stato ufficialmente convocato per il Mondiale 2014.
È stato poi convocato per la Copa América Centenario negli Stati Uniti.

## Statistiche

### Presenze e reti nei club
Statistiche aggiornate al 18 febbraio 2018.
| Stagione             | Club                 | Campionato           | Campionato | Campionato | Coppe nazionali | Coppe nazionali | Coppe nazionali | Coppe continentali | Coppe continentali | Coppe continentali | Supercoppe | Supercoppe | Supercoppe | Totale | Totale |
| Stagione             | Club                 | Comp                 | Pres       | Reti       | Comp            | Pres            | Reti            | Comp               | Pres               | Reti               | Comp       | Pres       | Reti       | Pres   | Reti   |
| -------------------- | -------------------- | -------------------- | ---------- | ---------- | --------------- | --------------- | --------------- | ------------------ | ------------------ | ------------------ | ---------- | ---------- | ---------- | ------ | ------ |
| 2008-2009            | Liberia Mía          | PD                   | 13         | 0          | -               | -               | -               | -                  | -                  | -                  | -          | -          | -          | 13     | 0      |
| 2009-2010            | Liberia Mía          | PD                   | 13         | 0          | CCL             | 0               | 0               | -                  | -                  | -                  | -          | -          | -          | 13     | 0      |
| Totale Liberia Mía   | Totale Liberia Mía   | Totale Liberia Mía   | 26         | 0          |                 | -               | -               |                    | 0                  | 0                  |            | -          | -          | 26     | 0      |
| ago.-dic. 2010       | Fredrikstad          | 1D                   | 11+3       | 1+0        | CN              | -               | -               | -                  | -                  | -                  | -          | -          | -          | 14     | 1      |
| gen.-ago. 2011       | Fredrikstad          | ES                   | 16         | 0          | CN              | 4               | 0               | -                  | -                  | -                  | -          | -          | -          | 20     | 0      |
| Totale Fredrikstad   | Totale Fredrikstad   | Totale Fredrikstad   | 27+3       | 1+0        |                 | 4               | 0               |                    | -                  | -                  |            | -          | -          | 34     | 1      |
| ago. 2011-2012       | Copenaghen           | SL                   | 0          | 0          | CD              | 1               | 0               | UCL+UEL            | 0+1                | 0                  | -          | -          | -          | 2      | 0      |
| lug.-ago. 2012       | Copenaghen           | SL                   | 0          | 0          | CD              | 0               | 0               | UCL+UEL            | 0                  | 0                  | -          | -          | -          | 0      | 0      |
| Totale Copenaghen    | Totale Copenaghen    | Totale Copenaghen    | 0          | 0          |                 | 1               | 0               |                    | 1                  | 0                  |            | -          | -          | 2      | 0      |
| ago.-dic. 2012       | Rosenborg            | ES                   | 10         | 0          | CN              | -               | -               | UCL+UEL            | 0+6                | 0                  | -          | -          | -          | 16     | 0      |
| 2013                 | Rosenborg            | ES                   | 28         | 0          | CN              | 3               | 0               | UEL                | 4                  | 0                  | -          | -          | -          | 35     | 0      |
| gen.-ago. 2014       | Rosenborg            | ES                   | 2          | 0          | CN              | 0               | 0               | UEL                | 0                  | 0                  | -          | -          | -          | 2      | 0      |
| Totale Rosenborg     | Totale Rosenborg     | Totale Rosenborg     | 40         | 0          |                 | 3               | 0               |                    | 10                 | 0                  |            | -          | -          | 53     | 0      |
| 2014-2015            | West Bromwich        | PL                   | 10         | 0          | FACup+CdL       | 1+3             | 0               | -                  | -                  | -                  | -          | -          | -          | 13     | 0      |
| 2015-2016            | West Bromwich        | PL                   | 1          | 0          | FACup+CdL       | 1+1             | 0               | -                  | -                  | -                  | -          | -          | -          | 3      | 0      |
| Totale West Bromwich | Totale West Bromwich | Totale West Bromwich | 11         | 0          |                 | 6               | 0               |                    | -                  | -                  |            | -          | -          | 17     | 0      |
| ago. 2016-2017       | Celtic               | PL                   | 17         | 0          | CS+CdL          | 1+1             | 0               | UCL                | 2                  | 0                  | -          | -          | -          | 21     | 0      |
| 2017-2018            | Celtic               | PL                   | 2          | 0          | CS+CdL          | 0               | 0               | UCL                | 1                  | 0                  | -          | -          | -          | 3      | 0      |
| 2018-2019            | Celtic               | PL                   | 1          | 0          | CS+]CdL         | 0+1             | 0+0             | UCL+UEL            | 2+3                | 0+0                | -          | -          | -          | 7      | 0      |
| Totale Celtic        | Totale Celtic        | Totale Celtic        | 20         | 0          |                 | 3               | 0               |                    | 8                  | 0                  |            | -          | -          | 31     | 0      |
| 2019-2020            | Bochum               | 2BL                  | 26         | 1          | CG              | 0               | 0               | -                  | -                  | -                  | -          | -          | -          | 26     | 1      |
| 2020-2021            | Bochum               | 2BL                  | 29         | 0          | CG              | 3               | 0               | -                  | -                  | -                  | -          | -          | -          | 32     | 0      |
| 2021-2022            | Bochum               | BL                   | 23         | 1          | CG              | 4               | 0               | -                  | -                  | -                  | -          | -          | -          | 27     | 1      |
| Totale Bochum        | Totale Bochum        | Totale Bochum        | 78         | 2          |                 | 7               | 0               |                    | -                  | -                  |            | -          | -          | 85     | 2      |
| Totale               | Totale               | Totale               | 205        | 3          |                 | 24              | 0               |                    | 19                 | 0                  |            | -          | -          | 248    | 3      |

### Cronologia presenze e reti in nazionale
| Cronologia completa delle presenze e delle reti in nazionale ― Costa Rica | Cronologia completa delle presenze e delle reti in nazionale ― Costa Rica | Cronologia completa delle presenze e delle reti in nazionale ― Costa Rica | Cronologia completa delle presenze e delle reti in nazionale ― Costa Rica | Cronologia completa delle presenze e delle reti in nazionale ― Costa Rica | Cronologia completa delle presenze e delle reti in nazionale ― Costa Rica | Cronologia completa delle presenze e delle reti in nazionale ― Costa Rica | Cronologia completa delle presenze e delle reti in nazionale ― Costa Rica |
| Data                                                                      | Città                                                                     | In casa                                                                   | Risultato                                                                 | Ospiti                                                                    | Competizione                                                              | Reti                                                                      | Note                                                                      |
| ------------------------------------------------------------------------- | ------------------------------------------------------------------------- | ------------------------------------------------------------------------- | ------------------------------------------------------------------------- | ------------------------------------------------------------------------- | ------------------------------------------------------------------------- | ------------------------------------------------------------------------- | ------------------------------------------------------------------------- |
| 26-1-2010                                                                 | San Juan                                                                  | Argentina                                                                 | 3 – 2                                                                     | Costa Rica                                                                | Amichevole                                                                | -                                                                         |                                                                           |
| 26-5-2010                                                                 | Lens                                                                      | Francia                                                                   | 2 – 1                                                                     | Costa Rica                                                                | Amichevole                                                                | -                                                                         | 65’                                                                       |
| 5-6-2010                                                                  | Bratislava                                                                | Slovacchia                                                                | 3 – 0                                                                     | Costa Rica                                                                | Amichevole                                                                | -                                                                         | 52’                                                                       |
| 11-8-2010                                                                 | Asunción                                                                  | Paraguay                                                                  | 2 – 0                                                                     | Costa Rica                                                                | Amichevole                                                                | -                                                                         |                                                                           |
| 14-1-2011                                                                 | Panama                                                                    | Costa Rica                                                                | 1 – 1                                                                     | Honduras                                                                  | Coppa centroamericana 2011 - 1º turno                                     | -                                                                         |                                                                           |
| 16-1-2011                                                                 | Panama                                                                    | Guatemala                                                                 | 0 – 2                                                                     | Costa Rica                                                                | Coppa centroamericana 2011 - 1º turno                                     | -                                                                         | 46’                                                                       |
| 21-1-2011                                                                 | Panama                                                                    | Panama                                                                    | 1 – 1 dts (2 – 4 dtr)                                                     | Costa Rica                                                                | Coppa centroamericana 2011 - Semifinale                                   | -                                                                         | 80’                                                                       |
| 23-1-2011                                                                 | Panama                                                                    | Honduras                                                                  | 2 – 1                                                                     | Costa Rica                                                                | Coppa centroamericana 2011 - Finale                                       | -                                                                         | 66’                                                                       |
| 12-10-2012                                                                | San Salvador                                                              | El Salvador                                                               | 0 – 1                                                                     | Costa Rica                                                                | Qual. Mondiali 2014                                                       | -                                                                         |                                                                           |
| 16-10-2012                                                                | San José                                                                  | Costa Rica                                                                | 7 – 0                                                                     | Guyana                                                                    | Qual. Mondiali 2014                                                       | 1                                                                         |                                                                           |
| 14-11-2012                                                                | Santa Cruz de la Sierra                                                   | Bolivia                                                                   | 1 – 1                                                                     | Costa Rica                                                                | Amichevole                                                                | -                                                                         | 56’                                                                       |
| 6-2-2013                                                                  | Panama                                                                    | Panama                                                                    | 2 – 2                                                                     | Costa Rica                                                                | Qual. Mondiali 2014                                                       | -                                                                         | 69’                                                                       |
| 22-3-2013                                                                 | Commerce City                                                             | Stati Uniti                                                               | 1 – 0                                                                     | Costa Rica                                                                | Qual. Mondiali 2014                                                       | -                                                                         | 79’                                                                       |
| 26-3-2013                                                                 | San José                                                                  | Costa Rica                                                                | 2 – 0                                                                     | Giamaica                                                                  | Qual. Mondiali 2014                                                       | -                                                                         |                                                                           |
| 7-6-2013                                                                  | San José                                                                  | Costa Rica                                                                | 1 – 0                                                                     | Honduras                                                                  | Qual. Mondiali 2014                                                       | -                                                                         |                                                                           |
| 11-6-2013                                                                 | Città del Messico                                                         | Messico                                                                   | 0 – 0                                                                     | Costa Rica                                                                | Qual. Mondiali 2014                                                       | -                                                                         | 23’                                                                       |
| 18-6-2013                                                                 | San José                                                                  | Costa Rica                                                                | 2 – 0                                                                     | Panama                                                                    | Qual. Mondiali 2014                                                       | -                                                                         |                                                                           |
| 14-8-2013                                                                 | Santo Domingo                                                             | Rep. Dominicana                                                           | 0 – 4                                                                     | Costa Rica                                                                | Amichevole                                                                | -                                                                         |                                                                           |
| 6-9-2013                                                                  | San José                                                                  | Costa Rica                                                                | 3 – 1                                                                     | Stati Uniti                                                               | Qual. Mondiali 2014                                                       | -                                                                         |                                                                           |
| 10-9-2013                                                                 | Kingstown                                                                 | Giamaica                                                                  | 1 – 1                                                                     | Costa Rica                                                                | Qual. Mondiali 2014                                                       | -                                                                         |                                                                           |
| 11-10-2013                                                                | San Pedro Sula                                                            | Honduras                                                                  | 1 – 0                                                                     | Costa Rica                                                                | Qual. Mondiali 2014                                                       | -                                                                         |                                                                           |
| 15-10-2013                                                                | San José                                                                  | Costa Rica                                                                | 2 – 1                                                                     | Messico                                                                   | Qual. Mondiali 2014                                                       | -                                                                         |                                                                           |
| 19-11-2013                                                                | Sydney                                                                    | Australia                                                                 | 1 – 0                                                                     | Costa Rica                                                                | Amichevole                                                                | -                                                                         |                                                                           |
| 5-3-2014                                                                  | San José                                                                  | Costa Rica                                                                | 2 – 1                                                                     | Paraguay                                                                  | Amichevole                                                                | -                                                                         |                                                                           |
| 2-6-2014                                                                  | San José                                                                  | Costa Rica                                                                | 1 – 3                                                                     | Giappone                                                                  | Amichevole                                                                | -                                                                         |                                                                           |
| 14-6-2014                                                                 | Fortaleza                                                                 | Uruguay                                                                   | 1 – 3                                                                     | Costa Rica                                                                | Mondiali 2014 - 1º turno                                                  | -                                                                         |                                                                           |
| 20-6-2014                                                                 | Pernambuco                                                                | Italia                                                                    | 0 – 1                                                                     | Costa Rica                                                                | Mondiali 2014 - 1º turno                                                  | -                                                                         |                                                                           |
| 24-6-2014                                                                 | Belo Horizonte                                                            | Costa Rica                                                                | 0 – 0                                                                     | Inghilterra                                                               | Mondiali 2014 - 1º turno                                                  | -                                                                         |                                                                           |
| 29-6-2014                                                                 | Recife                                                                    | Costa Rica                                                                | 1 – 1 dts (5 – 3 dtr)                                                     | Grecia                                                                    | Mondiali 2014 - Ottavi di finale                                          | -                                                                         | 77’                                                                       |
| 5-7-2014                                                                  | Salvador                                                                  | Costa Rica                                                                | 0 – 0 dts (3 – 4 dtr)                                                     | Paesi Bassi                                                               | Mondiali 2014 - Quarti di finale                                          | -                                                                         | 79’                                                                       |
| 10-10-2014                                                                | Mascate                                                                   | Oman                                                                      | 3 – 4                                                                     | Costa Rica                                                                | Amichevole                                                                | -                                                                         | 71’                                                                       |
| 14-10-2014                                                                | Seul                                                                      | Corea del Sud                                                             | 1 – 3                                                                     | Costa Rica                                                                | Amichevole                                                                | -                                                                         | 84’                                                                       |
| 13-11-2014                                                                | Montevideo                                                                | Uruguay                                                                   | 3 – 3 dts (6 – 7 dtr)                                                     | Costa Rica                                                                | Amichevole                                                                | -                                                                         |                                                                           |
| 6-6-2015                                                                  | Buenos Aires                                                              | Colombia                                                                  | 1 – 0                                                                     | Costa Rica                                                                | Amichevole                                                                | -                                                                         | 86’                                                                       |
| 11-6-2015                                                                 | León                                                                      | Spagna                                                                    | 2 – 1                                                                     | Costa Rica                                                                | Amichevole                                                                | -                                                                         | 58’                                                                       |
| 27-6-2015                                                                 | Orlando                                                                   | Messico                                                                   | 2 – 2                                                                     | Costa Rica                                                                | Amichevole                                                                | -                                                                         |                                                                           |
| 8-7-2015                                                                  | Carson                                                                    | Costa Rica                                                                | 2 – 2                                                                     | Giamaica                                                                  | Gold Cup 2015 - 1º turno                                                  | -                                                                         |                                                                           |
| 14-7-2015                                                                 | Toronto                                                                   | Canada                                                                    | 0 – 0                                                                     | Costa Rica                                                                | Gold Cup 2015 - 1º turno                                                  | -                                                                         |                                                                           |
| 19-7-2015                                                                 | East Rutherford                                                           | Messico                                                                   | 1 – 0 dts                                                                 | Costa Rica                                                                | Gold Cup 2015 - Quarti di finale                                          | -                                                                         | 97’                                                                       |
| 5-9-2015                                                                  | Harrison                                                                  | Brasile                                                                   | 1 – 0                                                                     | Costa Rica                                                                | Amichevole                                                                | -                                                                         | 90’                                                                       |
| 8-9-2015                                                                  | San José                                                                  | Costa Rica                                                                | 1 – 0                                                                     | Uruguay                                                                   | Amichevole                                                                | -                                                                         | 58’                                                                       |
| 8-10-2015                                                                 | San José                                                                  | Costa Rica                                                                | 0 – 1                                                                     | Sudafrica                                                                 | Amichevole                                                                | -                                                                         |                                                                           |
| 13-10-2015                                                                | Harrison                                                                  | Stati Uniti                                                               | 0 – 1                                                                     | Costa Rica                                                                | Amichevole                                                                | -                                                                         | 68’                                                                       |
| 13-11-2015                                                                | San José                                                                  | Costa Rica                                                                | 1 – 0                                                                     | Haiti                                                                     | Qual. Mondiali 2018                                                       | 1                                                                         |                                                                           |
| 17-11-2015                                                                | Panama                                                                    | Panama                                                                    | 1 – 2                                                                     | Costa Rica                                                                | Qual. Mondiali 2018                                                       | -                                                                         |                                                                           |
| 25-3-2016                                                                 | Kingston                                                                  | Giamaica                                                                  | 1 – 1                                                                     | Costa Rica                                                                | Qual. Mondiali 2018                                                       | -                                                                         |                                                                           |
| 29-3-2016                                                                 | San José                                                                  | Costa Rica                                                                | 3 – 0                                                                     | Giamaica                                                                  | Qual. Mondiali 2018                                                       | -                                                                         |                                                                           |
| 27-5-2016                                                                 | San José                                                                  | Costa Rica                                                                | 2 – 1                                                                     | Venezuela                                                                 | Amichevole                                                                | 1                                                                         |                                                                           |
| 4-6-2016                                                                  | Orlando                                                                   | Costa Rica                                                                | 0 – 0                                                                     | Paraguay                                                                  | Coppa America Centenario - 1º turno                                       | -                                                                         |                                                                           |
| 7-6-2016                                                                  | Chicago                                                                   | Stati Uniti                                                               | 4 – 0                                                                     | Costa Rica                                                                | Coppa America Centenario - 1º turno                                       | -                                                                         | 46’                                                                       |
| 2-9-2016                                                                  | Port-au-Prince                                                            | Haiti                                                                     | 0 – 1                                                                     | Costa Rica                                                                | Qual. Mondiali 2018                                                       | -                                                                         |                                                                           |
| 11-11-2016                                                                | Port of Spain                                                             | Trinidad e Tobago                                                         | 0 – 2                                                                     | Costa Rica                                                                | Qual. Mondiali 2018                                                       | -                                                                         | 89’                                                                       |
| 24-3-2017                                                                 | Città del Messico                                                         | Messico                                                                   | 2 – 0                                                                     | Costa Rica                                                                | Qual. Mondiali 2018                                                       | -                                                                         |                                                                           |
| 28-3-2017                                                                 | San Pedro Sula                                                            | Honduras                                                                  | 1 – 1                                                                     | Costa Rica                                                                | Qual. Mondiali 2018                                                       | -                                                                         | 60’                                                                       |
| 8-6-2017                                                                  | San José                                                                  | Costa Rica                                                                | 0 – 0                                                                     | Panama                                                                    | Qual. Mondiali 2018                                                       | -                                                                         |                                                                           |
| 13-6-2017                                                                 | San José                                                                  | Costa Rica                                                                | 2 – 1                                                                     | Trinidad e Tobago                                                         | Qual. Mondiali 2018                                                       | -                                                                         |                                                                           |
| 7-7-2017                                                                  | Harrison                                                                  | Honduras                                                                  | 0 – 1                                                                     | Costa Rica                                                                | Gold Cup 2017 - 1º turno                                                  | -                                                                         | 45’                                                                       |
| 11-7-2017                                                                 | Houston                                                                   | Costa Rica                                                                | 1 – 1                                                                     | Canada                                                                    | Gold Cup 2017 - 1º turno                                                  | -                                                                         | 73’                                                                       |
| 1-9-2017                                                                  | Harrison                                                                  | Stati Uniti                                                               | 0 – 2                                                                     | Costa Rica                                                                | Qual. Mondiali 2018                                                       | -                                                                         | 71’                                                                       |
| 5-9-2017                                                                  | San José                                                                  | Costa Rica                                                                | 1 – 1                                                                     | Messico                                                                   | Qual. Mondiali 2018                                                       | -                                                                         | [ 22 ]                                                                    |
| 6-10-2017                                                                 | San José                                                                  | Costa Rica                                                                | 1 – 1                                                                     | Honduras                                                                  | Qual. Mondiali 2018                                                       | -                                                                         | 69’                                                                       |
| 11-11-2017                                                                | Malaga                                                                    | Spagna                                                                    | 5 – 0                                                                     | Costa Rica                                                                | Amichevole                                                                | -                                                                         | 62’                                                                       |
| 14-11-2017                                                                | Budapest                                                                  | Ungheria                                                                  | 1 – 0                                                                     | Costa Rica                                                                | Amichevole                                                                | -                                                                         | 60’                                                                       |
| 23-3-2018                                                                 | Glasgow                                                                   | Scozia                                                                    | 0 – 1                                                                     | Costa Rica                                                                | Amichevole                                                                | -                                                                         | 75’                                                                       |
| 27-3-2018                                                                 | San José                                                                  | Costa Rica                                                                | 3 – 0                                                                     | Irlanda del Nord                                                          | Amichevole                                                                | -                                                                         | 24’ 86’                                                                   |
| 3-6-2018                                                                  | San José                                                                  | Costa Rica                                                                | 3 – 0                                                                     | Irlanda del Nord                                                          | Amichevole                                                                | -                                                                         | 64’                                                                       |
| 7-6-2018                                                                  | Leeds                                                                     | Inghilterra                                                               | 2 – 0                                                                     | Costa Rica                                                                | Amichevole                                                                | -                                                                         | 75’                                                                       |
| 11-6-2018                                                                 | Bruxelles                                                                 | Belgio                                                                    | 4 – 1                                                                     | Costa Rica                                                                | Amichevole                                                                | -                                                                         | 72’                                                                       |
| 17-6-2018                                                                 | Samara                                                                    | Costa Rica                                                                | 0 – 1                                                                     | Serbia                                                                    | Mondiali 2018 - 1º turno                                                  | -                                                                         |                                                                           |
| 22-6-2018                                                                 | San Pietroburgo                                                           | Brasile                                                                   | 2 – 0                                                                     | Costa Rica                                                                | Mondiali 2018 - 1º turno                                                  | -                                                                         | 75’                                                                       |
| 27-6-2018                                                                 | Nižnij Novgorod                                                           | Svizzera                                                                  | 2 – 2                                                                     | Costa Rica                                                                | Mondiali 2018 - 1º turno                                                  | -                                                                         | 11’ 90+3’                                                                 |
| 7-9-2018                                                                  | Goyang                                                                    | Corea del Sud                                                             | 2 – 0                                                                     | Costa Rica                                                                | Amichevole                                                                | -                                                                         | 34’                                                                       |
| 11-10-2018                                                                | San Nicolás de los Garza                                                  | Messico                                                                   | 3 – 2                                                                     | Costa Rica                                                                | Amichevole                                                                | -                                                                         | 12’ 85’                                                                   |
| 16-10-2018                                                                | Harrison                                                                  | Colombia                                                                  | 3 – 1                                                                     | Costa Rica                                                                | Amichevole                                                                | -                                                                         | 73’                                                                       |
| 5-6-2019                                                                  | Lima                                                                      | Perù                                                                      | 1 – 0                                                                     | Costa Rica                                                                | Amichevole                                                                | -                                                                         |                                                                           |
| 16-6-2019                                                                 | San José                                                                  | Costa Rica                                                                | 4 – 0                                                                     | Nicaragua                                                                 | Gold Cup 2019 - 1º turno                                                  | -                                                                         |                                                                           |
| 20-6-2019                                                                 | Frisco                                                                    | Costa Rica                                                                | 2 – 1                                                                     | Bermuda                                                                   | Gold Cup 2019 - 1º turno                                                  | -                                                                         |                                                                           |
| 29-6-2019                                                                 | Houston                                                                   | Messico                                                                   | 1 – 1 dts (5 – 4 dtr)                                                     | Costa Rica                                                                | Gold Cup 2019 - Quarti di finale                                          | -                                                                         | 102’ 113’                                                                 |
| 13-11-2020                                                                | Hartberg                                                                  | Qatar                                                                     | 1 – 1                                                                     | Costa Rica                                                                | Amichevole                                                                | -                                                                         |                                                                           |
| Totale                                                                    |                                                                           | Presenze                                                                  | 79                                                                        |                                                                           | Reti                                                                      | 3                                                                         |                                                                           |

## Palmarès

### Club

#### Competizioni nazionali
- Campionato costaricano: 1

Liberia Mia: Clausura 2009
- Coppa di Danimarca: 1

Copenaghen: 2011-2012
- Coppa di Lega scozzese: 3

Celtic: 2016-2017, 2017-2018, 2018-2019
- Campionato scozzese: 3

Celtic: 2016-2017, 2017-2018, 2018-2019
- Coppa di Scozia: 3

Celtic: 2016-2017, 2017-2018, 2018-2019
- Campionato tedesco di seconda divisione: 1

Bochum: 2020-2021

### Nazionale
- Campionato nordamericano di calcio Under-20: 1

2009